# 林登克罗伊茨
林登克罗伊茨（德語：Lindenkreuz）是德国图林根州的市镇，隶属于格赖茨县。总面积为8.99平方千米，截至2023年12月31日总人口为425人。